# Мотылёк (Остаться в живых)
«Мотылёк» (англ. The Moth) — седьмая серия первого сезона американского телесериала «Остаться в живых». Эпизод снят Джеком Бендером, сценарий написан Дженнифер Джонсон и Полом Дини. Впервые показан 3 ноября 2004 года на телеканале ABC.
Центральным персонажем серии является Чарли, который борется с зависимостью от героина, спасает Джека, а также вспоминает брата Лиама и то, как он стал наркоманом.

## Сюжет

### Воспоминания
Чарли пришёл на исповедь в церковь. Так как образ жизни популярного рок-музыканта был связан с постоянными искушениями, он дал священнику обещание бросить группу. Далее в церкви его встретил брат Лиам. Он сообщил Чарли новость о том, что с ними подписали контракт, и начал уговаривать его остаться в группе. Поколебавшись, он согласился, но взял с брата слово, что, если он решит все бросить, Лиам послушается его.
Во время концерта Лиам спел вместо Чарли его партию, чем очень разозлил брата. Отмахнувшись от его упреков, Лиам скрылся в гримерной, где его ждала подружка и порция героина. Спустя некоторое время Лиам стал регулярно принимать наркотики. Когда он, будучи вокалистом, пропустил репетицию, Чарли пригрозил, что бросит группу, но Лиам ответил, что без группы Чарли — ничто. Когда брат ушёл, Чарли нашёл в комнате героин. Прошло несколько лет. Чарли приехал в Австралию в гости к брату, который давно ушёл из группы, завёл семью и бросил наркотики. Чарли начал уговаривать его вернуться в группу, но тот отказался, хотя контракт был обещан Driveshaft только на том условии, если выступать будут оба брата. Чарли в гневе ушёл.

### События
Чтобы отвлечься от ломки, Чарли в пещере играл на гитаре. Увидев, в каком он состоянии, Локк предложил ему прогуляться на свежем воздухе. На пляже Джек разговаривал с Кейт. Он звал её в пещеры, но девушка отказалась, по-прежнему считая, что на берегу проще не пропустить спасателей. Тем временем на Чарли в джунглях побежал кабан и попал в ловушку. Локк поблагодарил Чарли за то, что тот так хорошо сыграл роль наживки. Разозлившись на то, что Локк использовал его в качестве приманки, Чарли потребовал возвратить ему наркотики. Локк ответил, что даст Чарли возможность трижды просить об этом, и на третий раз вернет героин.
Между тем Саид придумал план, как найти источник французского сигнала — если установить три антенны в разных местах острова, то внутри этого треугольника он сможет вычислить местонахождение передатчика. Первую антенну должна была установить в лесу Кейт, вторую — Бун на пляже и третью — сам Саид на холме. Так как источники питания были на исходе, антенны нужно было включить одновременно. Для этого все участники операции должны были известить о готовности с помощью сигнальных ракет. Пока они обговаривали детали, в пещерах случилась беда — потолок одной из них обвалился, и Джек оказался заперт в пещере. Херли отправил Чарли на пляж за помощью, и тот привел Майкла и Буна, который попросил свою сестру Шеннон запустить ракету и включить передатчик вместо него. Кейт уже ушла в джунгли, и Сойер вызвался сходить за ней, но, когда догнал, солгал Кейт, что просто пришёл помочь.
Майкл, в прошлом строитель, руководил теми, кто пришёл откапывать Джека, чем произвел большое впечатление на Уолта. А Чарли разыскал в лесу Локка, который выслеживал кабана, и во второй раз потребовал вернуть ему героин. Вместо ответа Локк показал ему кокон шелкопряда на ветке. Он объяснил, что мог бы разрезать кокон и выпустить мотылька, но тогда он будет слишком слаб и умрет. Между тем люди в пещере прорыли лаз к Джеку и, услышав его голос, поняли, что доктор жив. Однако его завалило камнями, поэтому Чарли вызвался пробраться к нему и помочь.
В лесу группа Саида разделилась: он отправился ставить антенну на возвышенности, а Кейт продолжила путь с Сойером. Обсуждая её отношение к Джеку, он якобы случайно проронил слова «если бы он прожил ещё несколько месяцев…» и, когда Кейт потребовала объяснения, рассказал о том, что произошло в пещере. Бросив Сойеру сигнальную ракету, девушка побежала в джунгли.
Когда она добралась до пещер, Чарли уже удалось доползти до Джека, но тоннель обвалился прежде, чем он успел освободить доктора. Кейт, боясь, что они погибли, немедленно призвала всех раскапывать обвал. Потом Чарли заметил в пещере мотылька и, следуя за ним, нашёл выход. Когда все увидели, что они выбрались наружу, Кейт бросилась к Джеку в объятия.
Тем временем Саид, согласно плану, запустил свою ракету. После того, как в небо взмыли ракеты Шеннон и Сойера, он включил трансивер и засек устойчивый сигнал, но в этот момент кто-то ударил его сзади по голове, и Саид потерял сознание. В пещерах Чарли по-прежнему трясло от ломки, и Джек успокоил Хёрли, сказав, что их товарищ просто простудился, (Джек ещё в пещере узнал о наркозависимости Чарли и обещал ему помочь с ней справиться). Майкл проверил стены остальных пещер и убедился, что все они безопасны. Кейт вернулась на пляж, не теряя надежды дождаться помощи. Потом Чарли в третий раз попросил вернуть ему героин. Локку пришлось отдать пакетик, но Чарли, после минутного колебания, бросил его в костер. Посмотрев вверх, он увидел улетающего мотылька.